# Marbach SG
| SG ist das Kürzel für den Kanton St. Gallen in der Schweiz. Es wird verwendet, um Verwechslungen mit anderen Einträgen des Namens Marbach zu vermeiden. |

Marbach, im einheimischen Dialekt Marpa, ist eine politische Gemeinde und eine Ortschaft im St. Galler Rheintal im Kanton St. Gallen in der Ostschweiz. Das räumlich geschlossene Dorf liegt zwischen Rebstein und Altstätten und gehört politisch zum Wahlkreis Rheintal.

## Geographie
Marbach befindet sich zwischen Rebstein und Altstätten und liegt am Fuss des westlichen Hangs des Rheintals. Marbach zählt zu den kleinen Gemeinden im St. Galler Rheintal, verfügt jedoch über ein relativ grosses Gemeindegebiet, welches bis zum Rheintaler Binnenkanal bei Kriessern und bis an die Kantonsgrenze von Appenzell Ausserrhoden reicht. Ein Dreikantoneeck zu den Kantonen Appenzell Ausserrhoden und Appenzell Innerrhoden findet sich beim Lauberbach im Bruggtobel. ().
Das Dorfbild ist geprägt von Einfamilienhäusern und hat einen historischen Dorfkern nordwestlich der Hauptstrasse. Das Gebiet in der Rheintaler Ebene ist von ländlichem Charakter und von Landwirtschaft geprägt. Am Hang, mitten in den Weinbergen, befindet sich das historische Schloss Weinstein, welches über einen Restaurations- und Weinbaubetrieb verfügt.

## Geschichte

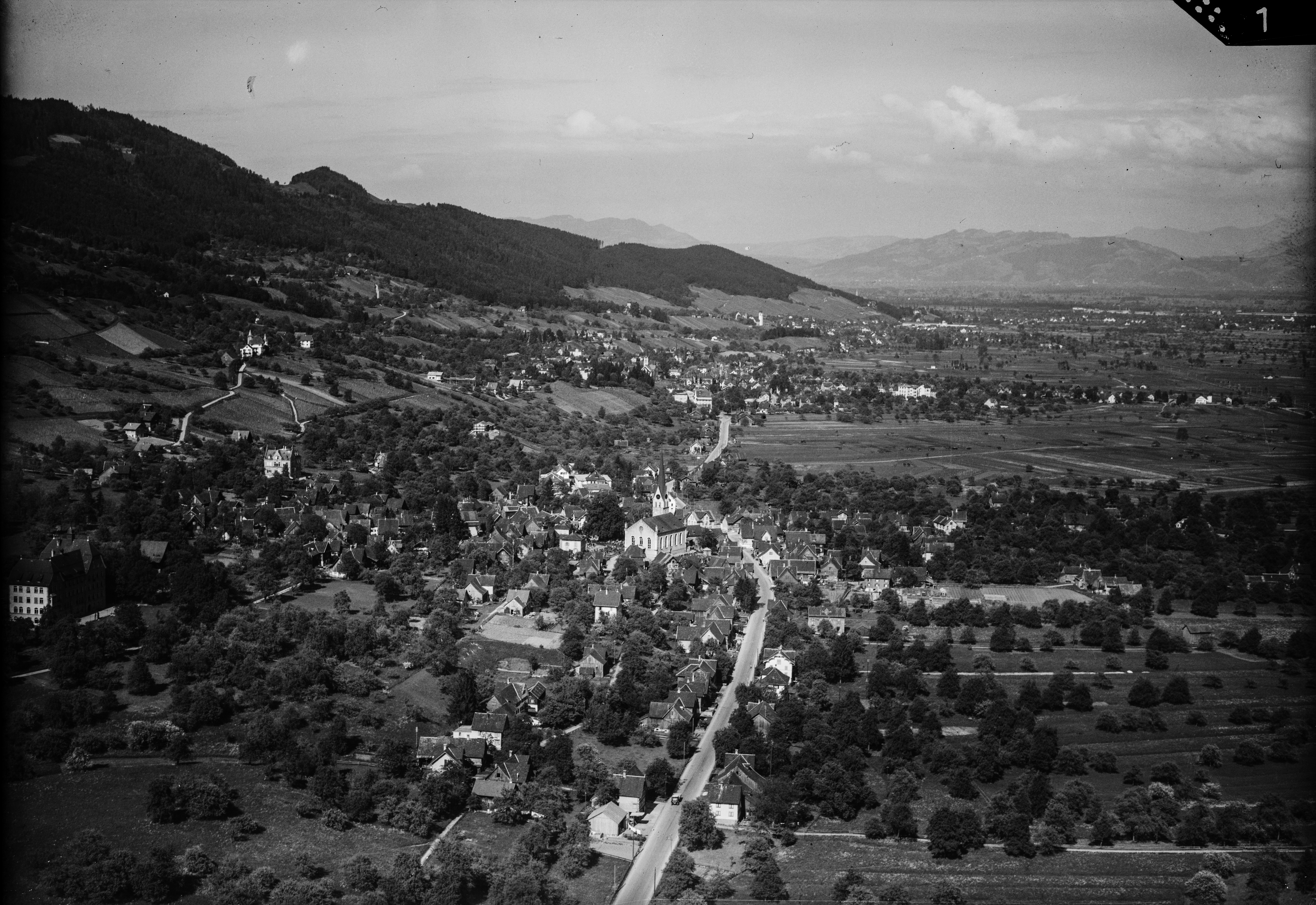
Luftbild (1947)

Der Hof Marbach, der auch Rebstein umfasste, wurde 831 als Marahbach urkundlich erwähnt und ging im 9. Jahrhundert grösstenteils an das Kloster St. Gallen über. 1272 kaufte dieses das Meieramt von den Herren von Hardegg zurück. Im 14. Jahrhundert besassen die Edlen von Altstätten pfandweise das Meieramt. 1415 (für Rebstein 1473) erfolgte der erneute Rückkauf durch die Fürstabtei St. Gallen. 1460 kam Marbach durch Kauf in die Hände der Appenzeller, die 1490 ihren Rheintaler Besitz an die Eidgenossen abtreten mussten. Bis 1798 gehörte Marbach zur Landvogtei Rheintal. Die Fürstabtei St. Gallen besass weiterhin die niedere Gerichtsbarkeit. 1803 wurden Marbach und Rebstein zu politischen Gemeinden des Kantons St. Gallen erhoben.

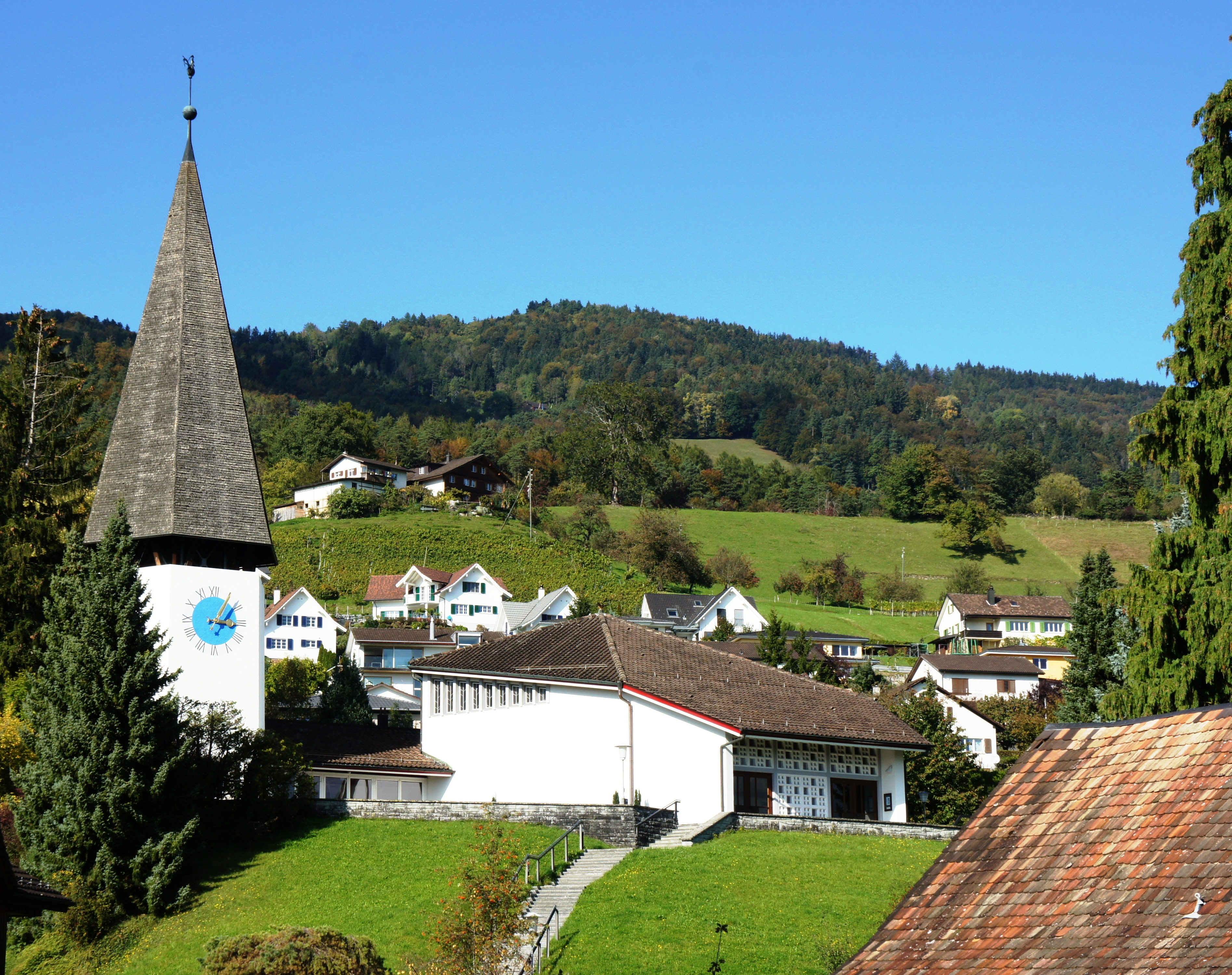
Die reformierte Kirche in Marbach SG aus Richtung Süden. Links neben der Kirche steht, mit einem einstöckigen Anbau verbunden, der Kirchturm.

Die im 8. Jahrhundert belegte Kirche war Zentrum eines grossen Pfarrbezirks, der Altstätten mit Eichberg (Abkurung im 14. Jahrhundert), Balgach (1521), appenzellische Gebiete (1653/87), Diepoldsau (1728/62), Rebstein (1782/1898) und Lüchingen (1967) umfasste. Nach der Reformation im Jahr 1528 kehrte eine Minderheit der Einwohner 1531 zum katholischen Kultus zurück. Die Pfarrkirche St. Georg wurde bis zum Bau der reformierten Kirche 1955 paritätisch genutzt.
1773 zerstörte ein Brand fast das ganze Dorf. 1860 bis 1914 erlangte die Maschinenstickerei in Heimarbeit in der bis anhin von Ackerbau, Viehzucht, Milchwirtschaft sowie insbesondere von Rebbau geprägten Gemeinde Bedeutung. Marbach profitierte allerdings nicht im selben Ausmass wie Rebstein und Widnau vom Stickereiboom. In der Zwischenkriegszeit erfolgte die Gründung verschiedener textilnaher Kleinfirmen, unter anderem 1929 die Strumpffabrik Flexy AG. Nach der Melioration der Rheinebene und der Güterzusammenlegung 1955 verschwanden die landwirtschaftlichen Betriebe zunehmend aus dem Dorf.

## Bevölkerung
| Jahr      | 1830  | 1850  | 1900  | 1950  | 1980  | 2000  | 2010  | 2019  |
| Einwohner | 1074  | 1088  | 1111  | 1216  | 1382  | 1779  | 2014  | 2110  |
| Quelle    | [ 6 ] | [ 6 ] | [ 6 ] | [ 6 ] | [ 6 ] | [ 6 ] | [ 7 ] | [ 7 ] |

Ende Dezember 2012 wies Marbach eine Bevölkerung von 2062 Personen auf; davon waren 1026 weiblich und 1036 männlich. Als Ortsbürger sind in Marbach 374 Personen wohnhaft. Die Gemeinde weist mit 356 Ausländern im Verhältnis zum Schweizer Durchschnitt einen geringen Ausländeranteil auf (17,26 %).

## Wirtschaft
Die Gemeinde Marbach führt im Jahr 2012 insgesamt 52 Gewerbebetriebe auf ihrer Internetseite auf. Sie zählen durchwegs zu den KMU. Ein Betrieb mit langer Tradition ist die Mosterei Kobelt, welche unter anderem Bartlis Most produziert. Dieser Begriff hat eine alte Tradition im Rheintal und stammt aus einer Redewendung (Wissen, wo Bartli den Most holt). Der Begriff Sura Most (auch einfach nur Saft) bezeichnet im Rheintal vergorenen Apfelsaft, andernorts als Apfelwein bekannt.
In der Landwirtschaft dominieren Silomais, aber auch Speisemais (Rheintaler Ribelmais) und Karotten (Rüebli). Die Ziegenzucht-Genossenschaft Rheintal-Werdenberg hat ihren Sitz in Marbach.

### Verkehr
Marbach liegt an der Hauptstrasse 13 und besitzt keinen direkten Anschluss an die A13. In der Mitte der Gemeinde zweigt, in östlicher Richtung, eine Nebenstrasse als Verbindung nach Kriessern ab, welche die Anbindung an das Autobahnnetz der Schweiz gewährleistet. In nordwestlicher Richtung zweigt die Bergstrasse ab, welche eine Verbindung an die von Altstätten kommende Heidenerstrasse aufweist und die Strassenverbindung ins Appenzeller Vorderland gewährleistet. Die Anbindung an die SBB erfolgt über den Bahnhof Rebstein-Marbach, welcher genau auf der Grenze der beiden Gemeinden Marbach und Rebstein liegt. Marbach wird durch die Autobuslinie 301 der RTB Rheintal Bus vom Öffentlichen Verkehr bedient. Dieser Betrieb ist Nachfolger des 1977 eingestellten Trolleybus Altstätten–Berneck, der wiederum 1940 die 1897 eröffnete Strassenbahn Altstätten–Berneck ablöste.

## Kunst, Kultur

### Schulen

#### Primarstufe
Marbach kannte bis ins Jahr 1971 die Trennung in Katholische und Evangelische Primarschule. 1972 wurden die beiden Schulen im Schulhaus Feld der Katholischen Schule zusammengelegt, und Marbach führt seither die paritätische Primarschulgemeinde. Vorerst wurde mit fünf Lehrstellen für die 1. bis 6. Klasse sowie einer für die Abschlussklasse und zwei für Handarbeit und Hauswirtschaft begonnen.

#### Oberstufe
Bis 1992 gehörte Marbach der Sekundarschulgemeinde Oberrheintal an. 1992 trat die Primarschulgemeinde Marbach zusammen mit Rebstein aus der Sekundarschulgemeinde Oberrheintal aus. Es wurde eine neue Oberstufenschulgemeinde (Rebstein-Marbach) gegründet. Diese konnte das Sekundarschulhaus «Sonnental» in Rebstein von der Sekundarschulgemeinde Oberrheintal erwerben. Nach einem Erweiterungsbau 1994 wurden auch die Realklassen von Marbach und Rebstein ins neue Schulhaus verlegt. Sechs Jahre später wurde aufgrund der steigenden Schülerzahlen nochmals ein Erweiterungsbau notwendig. Im Jahr 2012 wurde ein dritter Erweiterungsbau hinzugefügt.

### Veranstaltungen
- Jährlich im April findet seit 2007 in Marbach der Rheintal Duathlon statt. Diese Sportveranstaltung zählt zur Vorarlberger Landesmeisterschaft im Duathlon.

### Sehenswürdigkeiten
- Katholische Kirche St. Georg

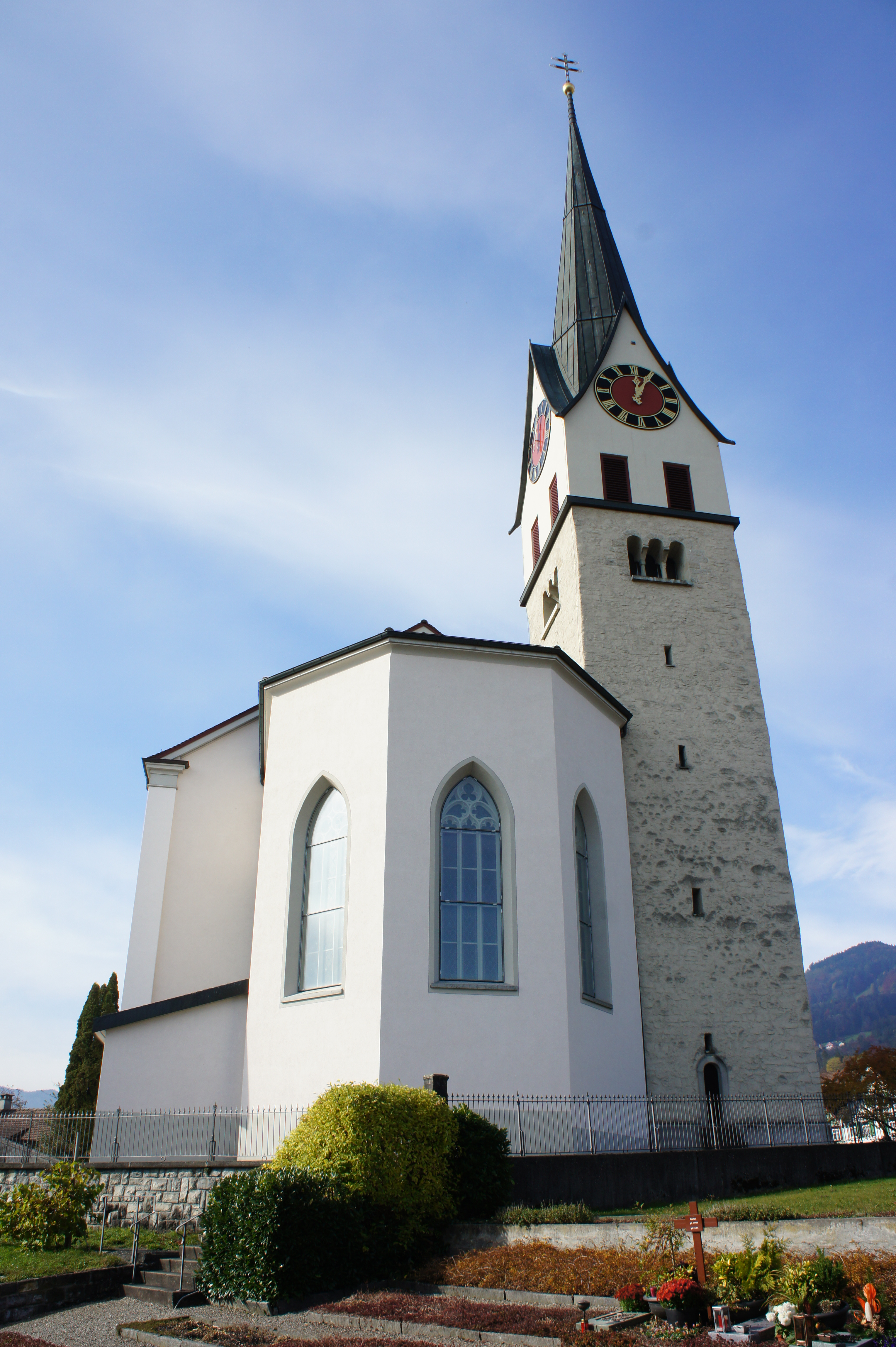
Katholische Kirche

- Evangelisch-reformierte Kirche Rebstein-Marbach[9].
- Ortsmuseum Marbach, 1985 entstanden im ehemaligen Restaurant «Oberes Bad»[10]
- Schloss Weinstein, als Edelsitz erbaut Ende 14. Jahrhundert, 1613 Erweiterung des Schlosses durch den Nordostflügel mit dem heutigen Rittersaal («Schlapparitzi-Saal») und dem mächtigen Torkel[11]

## Persönlichkeiten
- Jakob Salzmann (1484–1526), Pädagoge und Reformator in Chur
- Ernst Ruppanner (1876–1950), Arzt
- Georg Benz (1926–2021), Entomologe, geboren und aufgewachsen in Marbach